# Юрг Рьотлісбергер
Юрг Рьотлісбергер (нім. Jürg Röthlisberger; нар. 2 лютого 1955) — швейцарський дзюдоїст, олімпійський чемпіон 1980 року, бронзовий призер Олімпійських ігор 1976 року.

## Виступи на Олімпіадах
| Олімпіада     | Дисципліна | Місце |
| ------------- | ---------- | ----- |
| Монреаль 1976 | до 93 кг   | 3     |
| Москва 1980   | до 86 кг   | 1     |